# Arthur Chung

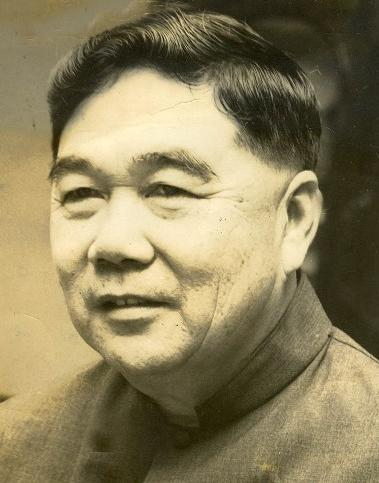
Arthur Chung

Raymond Arthur Chung (* 10. Januar 1918 in Windsor Forest in der Region Essequibo Islands-West Demerara; † 23. Juni 2008 in Georgetown) war der erste Präsident Guyanas.
Chung wurde 1918 in Windsor Forest als jüngstes von acht Kindern von Joseph und Lucy Chung geboren.
Chung war der erste ethnische Chinese, der Präsident in einem nicht-asiatischen Land wurde und war gleichzeitig der erste Präsident Guyana. Seine Amtszeit dauerte vom 17. März 1970 bis zum 6. Oktober 1980.
Seit 1954 war er mit Doreen Pamela Ng-See-Quan verheiratet. Aus der Ehe gingen zwei Kinder hervor.
Chung starb im Juni 2008 im Alter von 90 Jahren an multiplen medizinischen Komplikationen.